# Thomas Bidegain
Thomas Bidegain (Mauléon-Licharre, 23 de marzo de 1968) es un guionista y director de cine francés de origen suletino. Ha colaborado con Jacques Audiard en las películas Un profeta y De óxido y hueso, por cuyo trabajo recibió dos premios César.
En 2015, realizó su primera película, Les Cowboys, protagonizada por François Damiens.
Desde enero de 2016 ha colaborado en el programa de radio Si tu écoutes, j'annule tout (Si escuchas, lo anulo todo) de Francia Inter con crónicas sobre cómo contar historias.

## Filmografía parcial

### Como director
- 2015 : Los Cowboys.[3]
- 2019: Selfie

### Como guionista
- 2004 : À boire de Marion Vernoux
- 2009 : Un profeta de Jacques Audiard[4]
- 2012 : De óxido y hueso de Jacques Audiard
- 2012 : A perder la razón de Joachim Lafosse
- 2014 : Saint Laurent de Bertrand Bonello
- 2014 : La familia Bélier de Éric Lartigau
- 2014 : La resistencia del aire de Fred Grivois
- 2015 : Los Cowboys, que también dirigió.
- 2015 : Dheepan de Jacques Audiard
- 2017 : Le Fidèle de Michaël R. Roskam

## Galardones

### Premios[5]
- 2010 : César al mejor guion original con Jacques Audiard, Abdel Raouf Dafri y Nicolas Peufaillit por Un profeta
- 2010 : Estrella de oro del cine francés al mejor guion con Jacques Audiard, Abdel Raouf Dafri y Nicolas Peufaillit por Un profeta
- 2013 : César a la mejor adaptación con Jacques Audiard por De óxido y hueso
- 2013 : Premio Lumière al mejor guion con Jacques Audiard por De óxido y hueso
- 2013 : Estrella de oro del cine francés al mejor guion con Jacques Audiard por De óxido y hueso
- Festival internacional de los jóvenes directores de San Juan de Luz 2015 : Chistera al mejor realizador por Los Cowboys

### Nominaciones
- 2015 : César al mejor guion original (con Victoria Bedos, Stanislas Carré de Malberg y Éric Lartigau) por La Familia Bélier
- 2016 : César a la mejor primera película por Las Cowboys
- 2016 : César al mejor guion original (con Jacques Audiard y Noé Debré) por Dheepan